# Corporale

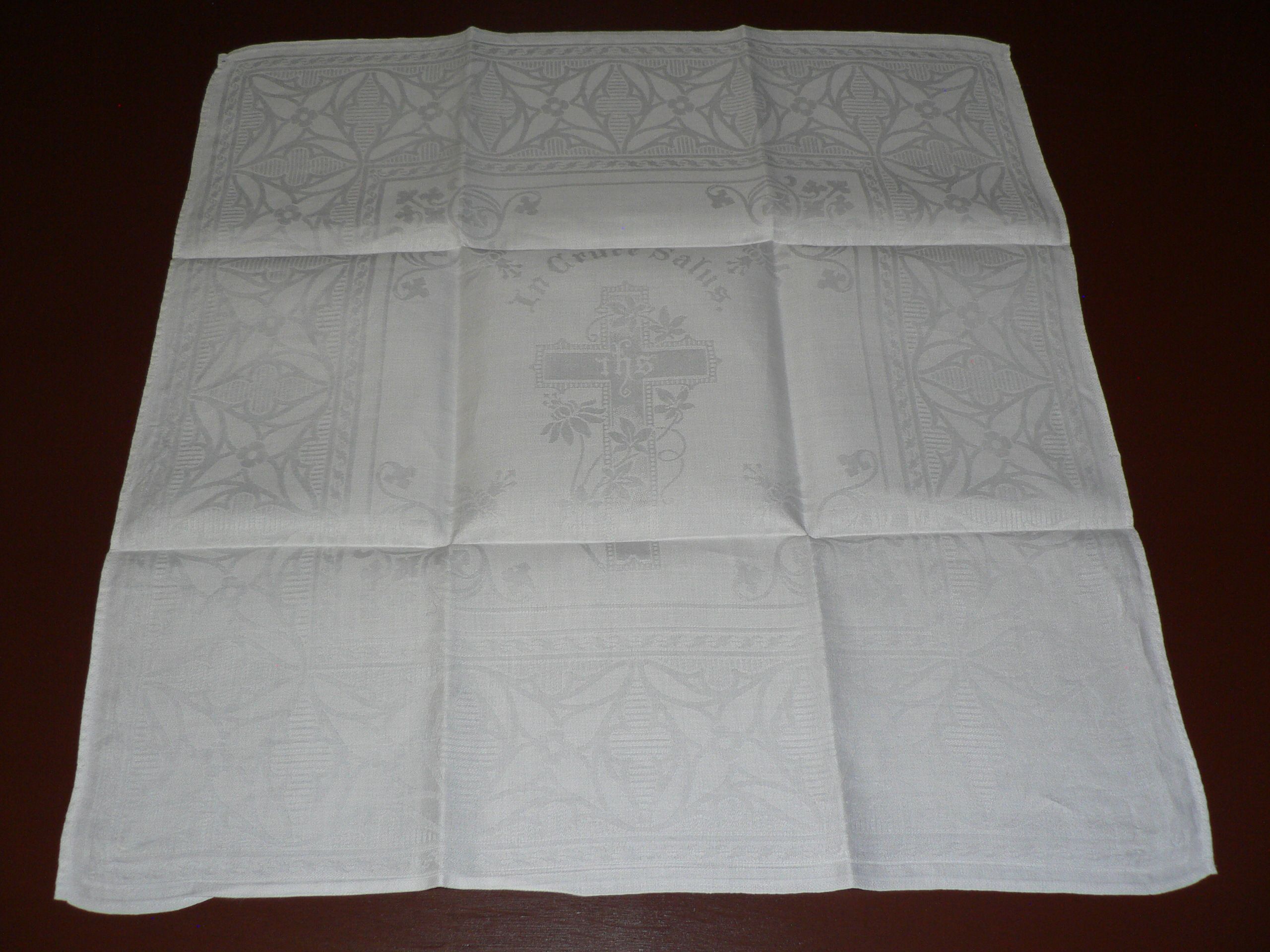
Un esempio di corporale

Il corporale è oggetto liturgico utilizzato durante la Celebrazione Eucaristica dalla Chiesa cattolica e da altre confessioni cristiane.

## Caratteristiche

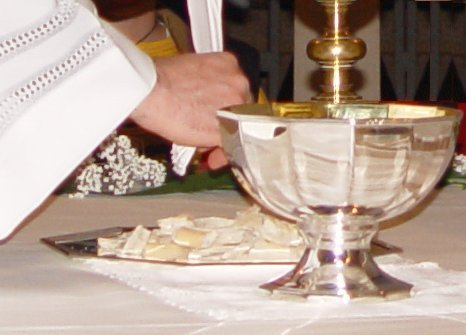
Calice poggiato sopra al corporale

È costituito di un panno di forma quadrata di tela di lino inamidato. Durante la celebrazione della Messa, dapprima il corporale è posto piegato sopra al calice, a sua volta coperto dalla palla; durante l'offertorio il celebrante lo distende sull'altare per posarvi sopra la patena contenente l'ostia e il calice contenente il vino.

## Significato
Il suo nome proviene dal fatto che, ponendovi sopra l'ostia transunstanziata che è diventata il corpo di Gesù, sostiene il corpo stesso di Gesù Cristo. Per lo stesso motivo veniva messo in relazione con la sindone.